# Preter intentionem
De term preter intentionem (ook wel gespeld als praeter intentionem) is een juridische Latijnse uitdrukking die "voorbij de bedoeling" betekent. Daarom betekent het plegen van een misdaad ‘praeter intentionem’  dat men een onvrijwillige misdaad heeft gepleegd die ernstiger was dan de misdaad die men beoogde.
Het Nederlandse strafrecht voorziet in de categorie van "misdaden die worden gekwalificeerd door het resultaat", waarbij de dader onvrijwillig een ander en ernstiger misdrijf pleegt dan het beoogde misdrijf. Eén daarvan is het misdrijf van dodelijk letsel bedoeld in art.  302 c.2 DPC, door de leer van de rechtsvergelijking geïdentificeerd als een typische moord gepleegd "praeter intentionem": de agent wil het slachtoffer alleen schade toebrengen, maar veroorzaakt uiteindelijk onvrijwillig de dood van laatstgenoemde. Voor doodslag bepaalt de Nederlandse wetgever dat de strafmaximum wordt verhoogd van 8 naar 10 jaar gevangenisstraf of een geldboete van de vijfde categorie (tweede lid). Opgemerkt moet worden dat het Nederlandse strafrecht geen bewijs van nalatigheid van de onopzettelijke dood van het slachtoffer van kwaadwillig letsel verlangt, maar gebruik maakt van het model van risicoaansprakelijkheid (afgeleid van de leer van ‘versari in re illicita’): de dader van de kwaadwillig letselschade wordt veroordeeld voor een dood die zonder opzet is veroorzaakt, als dit causaal verband houdt met het bovengenoemde vrijwillige letselschadegedrag.

## Structuur van de preterintentionele misdaad

### Gedrag
De preterintentionele misdaad kan worden gepleegd door een opzettelijke actieve of omissiegedraging, die niet noodzakelijkerwijs de kleine misdaad hoeft te bereiken die de schuldige partij beoogde (die vervolgens wordt geabsorbeerd door de ernstigere en ultraintentionele gebeurtenis), maar eerder kan stoppen bij een louter opzettelijke poging tot een misdaad: zodat de rechter de agent kan veroordelen voor de preterintentionele misdaad die is geproduceerd en causaal verband houdt met de voornoemde vrijwillige gedraging, zelfs als deze alleen maar is geprobeerd.
De voornoemde kwaadwillige poging is, naast voldoende, ook onmisbaar voor de agent om te worden veroordeeld voor een preterintentionele misdaad: het slachtoffer van een dergelijke vrijwillige gedraging kan zich er hypothetisch tegen verzetten met het vrijpleitende verzet van "legitieme verdediging", gelegitimeerd door de strafwetten als een vermogen dat kan worden tegengegaan tegen een gevaarlijke en actuele illegale gedraging, en niet tegen een crimineel irrelevante gedraging: met ongeschikte en dubbelzinnige handelingen bij het plegen van een misdaad.
Omgekeerd is een poging tot een preterintentioneel misdrijf logischerwijs niet configureerbaar: als de preterintentioneel gebeurtenis zich niet voordoet, kan men immers niet spreken van een preterintentioneel misdrijf: de dader zou enkel verantwoordelijk zijn voor het opzettelijk nagestreefde kleine misdrijf.
Wat de hoogte van de straf betreft, verhindert het universele beginsel volgens hetwelk de strafrechtelijke sanctie evenredig moet zijn aan de waardeloosheid van het gepleegde misdrijf om de heropvoedende functie van de straf doeltreffend te maken, enerzijds de toepassing van enkel de straf die voorzien is voor het misdrijf dat door de dader bedoeld is, zonder rekening te houden met de verzwarende onopzettelijke gebeurtenis, en maakt het anderzijds ondraaglijk om de dader van het onopzettelijke misdrijf te straffen met een bijzonder zware sanctie: het negeren van de wil van de dader om het evenement dat buiten zijn bedoelingen om plaatsvond, niet te begaan.

### Psychologisch element
Het is belangrijk om te benadrukken dat een preterintentionele handeling niet kan worden beschouwd als een derde soort wilstoestand die tussen schuld en intentie in ligt: een gebeurtenis kan van de persoon gewenst of niet gewenst zijn (er is geen derde mogelijkheid in het midden); pogingen van Europese wetgevers om een derde psychologisch criterium te creëren met: de "mise en danger", de "recklessness" en de "Leichtfertigkeit", zijn vervallen tot een substantiële objectieve aansprakelijkheid.
Sommige landen (Oostenrijk) beschouwen preterintentionele handelingen als een vorm van gemengde mentale toestand, om preterintentionele handelingen aan te passen aan het schuldbeginsel (subjectieve verantwoordelijkheid: "Nulla poena sine culpa"), de intentie ondersteunt het plegen van een klein vergrijp, en de schuld moet de ongewenste ultraintentionele gebeurtenis kenmerken.     Terwijl andere landen (de VS) trouw blijven aan de ontologische aard van preterintentie, beschouwen zij het als een vorm van opzettelijke misdaad verergerd door de onbedoelde gebeurtenis die aan de auteur wordt toegeschreven, zelfs als hij de gebeurtenis niet wilde, en zo een vorm van objectieve verantwoordelijkheid introduceren: Als het strafrecht D vooraf waarschuwt voor de sanctiegevolgen als zijn opzettelijke gedraging zou resulteren in een ongewenste "preterintentional crime", dan zou aan de vereisten van de "rechtsstaat" zijn voldaan: D zou de sanctiegevolgen van zijn gedrag vooraf kunnen berekenen ("berekenbaarheidsbeginsel van sanctiegevolgen": "EVRM"-recht en "EU"-recht), en kunnen kiezen of hij het beoogde misdrijf wil plegen door de mogelijke rechtsgevolgen te aanvaarden in het geval van een "preterintentional crime". 
Volgens deze stelling vertaalt elke poging van sommige landen (Duitsland) om de figuur van "praeterintention" verenigbaar te maken met het beginsel van schuld (strafrechtelijke aansprakelijkheid kan alleen opzettelijk of nalatig zijn, en nooit objectief!), met regels die de aanwezigheid van schuld vereisen om de preterintentionele gebeurtenis toe te rekenen, zich in een onvermijdelijke praktische toepassing van objectieve strafrechtelijke aansprakelijkheid, "maskerend" voor veronderstelde of geobjectiveerde schuld (de schuld van de verdachte met betrekking tot de onopzettelijke misdaad wordt verondersteld en niet concreet vastgesteld door de rechter).
Andere jurisprudentiële pogingen om de pre-intentionele aansprakelijkheid in overeenstemming te brengen met het beginsel van "nulla poena sine culpa" – die door de bovengenoemde doctrine worden beoordeeld als louter vermommingen van objectieve aansprakelijkheid – zijn de theorie van het volkomen onrechtmatige risico, het model van de geobjectiveerde generieke schuld en de doctrine van de specifieke schuld:                                          
• De "theorie van het volledig ongeoorloofde risico" bepaalt dat als het opzettelijke gedrag onrechtmatig is, de aansprakelijkheid voor de "niet-opzettelijke" gebeurtenis anders en ernstiger moet zijn dan louter nalatigheid, onvoorzichtigheid of gebrek aan deskundigheid. Het risico dat wordt gelopen, is immers volledig risico: zowel het risico met betrekking tot het opzettelijke gedrag als het risico met betrekking tot de onopzettelijke gebeurtenis;
• Het model van geobjectiveerde generieke schuld stelt daarentegen dat het voor het vaststellen van 'preterintentionele' aansprakelijkheid voldoende is dat het kleine opzettelijke misdrijf in zichzelf de voorzienbaarheid van de preterintentionele gebeurtenis bevat: het is niet nodig om de nalatigheid, incompetentie of onvoorzichtigheid van de criminele agent vast te stellen;
•The model of objectified generic guilt, on the other hand, maintains that in order to ascertain unintentional liability, it is sufficient that the minor intentional crime contains within itself the foreseeability of the unintentional event: it is not necessary to ascertain the negligence, incompetence or imprudence of the criminal agent.
• Volgens de theorie van de "eenheidsintentie" neemt de dader, wanneer hij opzettelijk een misdrijf pleegt, automatisch het risico op zich dat er een "preterintentionele" gebeurtenis plaatsvindt die schadelijk is voor een goed dat homogeen is aan het goed dat door het voornoemde opzettelijke gedrag moest worden beschadigd, zonder dat het nodig is om de mogelijke schending van de parameters van voorzichtigheid, zorgvuldigheid en deskundigheid met betrekking tot de "pretrintentionele" gebeurtenis vast te stellen.
Volgens de beste doctrine leidt de drogreden om de verantwoordelijkheid voor de 'preterintentionele' gebeurtenis te maskeren als nalatigheid/onvoorzichtigheid/onervarenheid, tot slechts één conclusie: <<de 'preterintentionele' misdaad is niet vatbaar voor hermeneutische verfraaiingen; zij staat en valt met het toerekeningscriterium dat haar heeft gegenereerd>>.
De reden om de ontologische aard van de "preterintentionele" misdaad te verdedigen, is in overeenstemming met de beginselen van rechtszekerheid en de uniforme toepassing van de relevante wetgeving: in de rechtspraktijk – zoals gerapporteerd door de doctrine – heeft het model van "preterintentionele" aansprakelijkheid de geconsolideerde rol van "wildcard" aangenomen voor gevallen waarin het niet mogelijk is om het moorddadige opzet van de agent te bewijzen.

## Soorten preterintentionele misdrijven in strikte zin (stricto sensu)

### Preterintentionele doodslag
Het voornaamste voorbeeld van deze vorm van aansprakelijkheid is doodslag zonder voorbedachte rade, die optreedt wanneer een persoon, met handelingen die gericht zijn op het slaan of verwonden, onbedoeld de dood van een man veroorzaakt: de agent zal aansprakelijk zijn voor objectieve verantwoordelijkheid (of schuld: in de wetten die dit vereisen) voor de doodsgebeurtenis.

### Preterintentionele abortus
Een andere hypothese die uitdrukkelijk door de wet wordt voorzien, is preterintentionele abortus, die optreedt wanneer de agent, met handelingen die gericht zijn op het veroorzaken van letsel, als onbedoeld effect de onderbreking van de zwangerschap veroorzaakt.

## Soorten preterintentionele misdrijven in brede zin (lato sensu)

### Misdrijven verergerd door de gebeurtenis
Dan zijn er de preterintentionele misdrijven in brede zin: opzettelijke misdrijven verergerd door een ongewenste schadelijke of gevaarlijke gebeurtenis, die de typische preterintentionele criminele progressie reproduceren: opzettelijk onrechtmatig gedrag dat een ernstiger onvrijwillig misdrijf oplevert.

#### Misdrijven verergerd door de gebeurtenis in zeer ernstige en uitzonderlijke omstandigheden
En ten slotte zijn er de bijzonder ernstige preterintentionele misdrijven, waarbij het hele gedrag van de agent wordt gekenmerkt door een bijzonder en intense kwaadaardigheid; de maatschappelijke behoefte om tot een veroordeling te komen, met een bijzonder zware straf, zou gerechtvaardigd worden door het type juridische activa dat beschadigd is, zelfs als het onvrijwillig is (bijv. de vrijwillige vergiftiging van waterputten verergerd door de onvrijwillige dood van veel mensen, enz.).

## 'Preterintentionele' misdaden in de wereld
De misdaden die "preterintentional" worden gepleegd, zijn aanwezig in alle strafsystemen ter wereld: ondanks het conflict met het schuldbeginsel, wordt het als onmisbaar beschouwd in de rechtspraktijk, om de slachtoffers van onopzettelijke misdaden recht te doen.
●In Angelsaksische rechtssystemen worden misdaden met "preterintentional progression" over het algemeen aangetroffen in de categorie "Felony Murder" – VS, Canada —, in de "homicide ultraintentional" — Wales, UK, Australië —, en in de misdaad van "dodelijk letsel" (Ierland en Schotland).
●In de Italiaanse strafwetgeving is de praeterintention opgenomen in veel referentienormen: artikelen 584 (homicide "preterintenzionale"), 43 (crime "preterintenzionale"), 42 (responsibility "preterintenzionale"), 585 (verzwarende omstandigheden van "preterintenzionale" homicide), 593-ter ("preterintenzionale" abortus); en andere "preterintenzionale" misdaden in brede zin: zie de volgende artikelen van het Strafwetboek: 423, 452-bis, 452-ter, 571, 572, 588, 591, 593.
In Italië wordt het model van objectieve aansprakelijkheid voor “preterintentionele” misdaden getolereerd, hoewel het beginsel van “nulla poena sine culpa” wordt opgelegd door art. 27 van de Republikeinse Grondwet van 1948, zoals geïnterpreteerd door het Constitutionele Hof met de vonnissen van 1988 (nummers: 1085 en 364) met een uitdrukkelijk verbod op “objectieve preterintentionele” aansprakelijkheid (<<De eerste paragraaf van art. 27 van de Grondwet [...] vereist de “schuld” van de agent met betrekking tot de meest significante elementen van de typische misdaad [een psychische relatie tussen het subject en het feit]... Strafrechtelijke aansprakelijkheid ontstaat daarom alleen in de feitelijke aanwezigheid van het subjectieve element: schuld kan nooit worden verondersteld [...]>>).
●Het Spaanse wetboek van strafrecht heeft daarentegen, in navolging van de oplossing die is aangenomen in de Zwitserse en Zweedse wetboeken van strafrecht, de preterintentionalität opgesplitst in twee afzonderlijke misdaden: de "vrijwillige misdaad van verwonding" en doodslag (art. 5 c.p.).
●Wat betreft de Germaanse "Präterintentionalität", voorziet het Duitse wetboek (§ 227 StGB) in de misdaad van opzettelijke lichamelijke schade die resulteert in onbedoelde fatale gevolgen (aangeklaagd onder § 18 StGB).
●Op dezelfde manier reguleert de Oostenrijkse Code (§ 86 StGB) opzettelijke lichamelijke schade die de dood tot gevolg heeft ("preterintentional" homicide), met artikel 4 van het Oostenrijkse Strafwetboek (§ 4 StGB).
●In het Franse Strafwetboek wordt "preterintentional" homicide gereguleerd in artikel 222-7;  en artikel 222-8 voorziet in specifieke verzwarende omstandigheden.  De Franse doctrine heeft vervolgens enkele "preterintentionele" gevallen in brede zin geïdentificeerd, gereguleerd in de volgende artikelen van het wetboek van strafrecht: 224-7, 224-1, 222-15, 322-7, 322-8, 322-9, 322-10, 223-1, 222-6.                           Bovendien heeft de doctrine het oplossend vermogen van de "preterintention" uitgebreid, door de voorgestelde relatie tussen art.  222-7 hierboven vermeld en de volgende wetsartikelen: 222-39 c.p., L. 235-1, 234-1 c.r., 3421-1 c.s.p.: om een correcte strafrechtelijke vergelding te verzekeren, wat daarentegen niet mogelijk zou zijn door de te lichte straf van doodslag toe te passen.
●Het Nederlandse strafrecht voorziet in verschillende misdrijven met een "preterintentional" gebeurtenis (en om dit laatste ten laste te leggen, is het vaststellen van nalatigheid niet vereist). Naast het misdrijf van dodelijk letsel dat al eerder is besproken (art. 302² DPC), heeft de doctrine anderen afgeleid in art. 300 lid 3 DPC (lichamelijk letsel), 312 lid 3 DPC (gekwalificeerde diefstal), 157 lid 3 DPC (brandstichting) en 282 lid 3 DPC (wederrechtelijke vrijheidsberoving).
●Het Deense strafrecht definieert "opzet" als "kennis" van de aanwezigheid van de relevante elementen van het misdrijf; en identificeert "nalatigheid" wanneer <<wanneer de agent, zonder dat het misdrijf opzettelijk aan hem kan worden toegeschreven, met zijn handeling de zorg heeft genegeerd die, uit overweging van de rechten van anderen, zijn plicht was om te demonstreren>> (§ 19 Deens Wetboek van Strafrecht: "nalatigheid is strafbaar in de misdrijven waarnaar in deze wet wordt verwezen, alleen wanneer dit uitdrukkelijk is toegestaan. Voor andere misdrijven zijn de betreffende sancties van toepassing, zelfs wanneer de handeling door nalatigheid is gepleegd, tenzij anders is bepaald door een speciale autoriteit.").
Wat betreft het model van "strikte aansprakelijkheid": om redenen van efficiëntie heeft de Deense wetgever in sommige zaken afstand gedaan van de vereiste van nalatigheid en het criterium van "strikte aansprakelijkheid" behouden.
Het Deense strafrecht is niet immuun gebleven voor de doctrine van "versari in re illicita".  Dit heeft geleid tot een poging in de jurisprudentie en de rechtsleer om een substantiële - en niet alleen formele - coëxistentie te bereiken tussen "preterintentional" misdrijven en het beginsel van "nulla poena sine culpa": § 20 Deens Wetboek van Strafrecht "bestraffing of verzwaring van de straf is afhankelijk van het feit dat een opzettelijk misdrijf een bepaald onbedoeld gevolg heeft, een dergelijke straf is alleen van toepassing wanneer dat gevolg aan de dader kan worden toegeschreven als nalatig, of hij heeft nagelaten het naar beste vermogen te voorkomen nadat de vader ervan op de hoogte was." Een van deze misdrijven die wordt verergerd door een onbedoelde gebeurtenis is "preterintentional" doodslag zoals voorzien in paragraaf 245 van het Deense Wetboek van Strafrecht: "Indien een fysieke aanval zoals bedoeld in § 245 of § 245a van zo'n ernstige aard is of zo'n ernstig letsel of de dood heeft veroorzaakt dat het bijzonder verzwarende omstandigheden oplevert, kan de straf worden verhoogd tot een gevangenisstraf van 10 jaar."  Er is nog steeds sprake van een gebrek aan uniformiteit in de interpretaties van de jurisprudentie en van de neiging om de toerekeningscriteria uit te breiden, omdat deze criteria in het specifieke individuele geval het meest geschikt zijn om te garanderen dat de rechterlijke macht adequaat reageert op slachtoffers van een misdrijf met opzet en met een 'preterintentioneel' resultaat.
●Het IJslandse Wetboek van Strafrecht regelt gevallen van doodslag in artikel 218, lid 2, laatste deel: "1. Indien een persoon door middel van een opzettelijke aanval fysieke schade of schade aan de gezondheid van een andere persoon heeft veroorzaakt, en deze gevolgen van de aanval aan hem worden toegeschreven door opzet of nalatigheid, is er sprake van arrestatie of gevangenisstraf van maximaal 3 jaar, of een boete, indien speciale compensatie wordt verstrekt. 2. Nu veroorzaakt een aanval of misdaad aanzienlijke schade aan het lichaam of de gezondheid die bijzonder gevaarlijk is vanwege deze methode, bijvoorbeeld op m. gebruikte apparaten, evenals wanneer de persoon die een fysieke aanval heeft ondergaan als gevolg van het feit overlijdt, en de overeenkomstige misdaad is een zaak van gevangenisstraf van maximaal 16 jaar."  Zelfs in de IJslandse rechtspraktijk botsen zaken van 'preterintentionele' misdrijven met de noodzaak om te reageren op de eisen van rechtvaardigheid van de slachtoffers van het misdrijf, en met de mogelijkheid om de bewijsmoeilijkheden van de specifieke zaak te overwinnen door middel van het model van veronderstelde 'preterintentionele' aansprakelijkheid (afgeleid van de doctrine van 'versari in re illicita').
● <<Het Finse Wetboek van Strafrecht handhaafde tot 1969 een aantal casusspecifieke regels voor overtredingen die in Hoofdstuk 21 werden gekwalificeerd naar resultaat, onder meer in §4 letsel met de dood tot gevolg (Das Strafgesetz für das Grossfürstentum Finnland vom 19.12.1889, Berlijn, 1891, p. 30 et seq.). Het huidige Finse Wetboek van Strafrecht handhaaft alleen nog in Hoofdstuk 3 § 5 (1) een bepaling die stelt dat een handeling niet strafbaar is als deze door toeval of nalatigheid plaatsvindt" (Het Finse Wetboek van Strafrecht, 39/1889, zoals gewijzigd tot 1.1.2000; vertaling uit het Engels). Deze bepaling zou alleen aansprakelijkheid voor toeval moeten uitsluiten, maar niet in een a contrario-interpretatie - een combinatie van opzet en nalatigheid.>>
● Misdaden met een "praeter intentionem"-structuur zijn ook in andere rechtssystemen bekend, waaronder dat van Noorwegen (opzettelijke verwondingen [§§ 22 en 273] en doodslag [§§ 23 en 275]), België (art. 401 van het Wetboek van Strafrecht), Cyprus (art. 9 van het Wetboek van Strafrecht),  in Latijns-Amerikaanse landen, Burkina Faso (art. 512-21 van het Wetboek van Strafrecht),  Georgië; Madagaskar (art. 309, laatste alinea, van het Wetboek van Strafrecht), In het islamitisch strafrecht, en Tsjaad (art. 253, 2e alinea, van het Wetboek van Strafrecht).